# Lynn Coady
Pour les articles homonymes, voir Coady (homonymie).
Lynn Coady (née le 24 janvier 1970) est une romancière et journaliste canadienne. Elle fut élevée à Port Hawkesbury, petite ville au sud de l'Île du Cap-Breton dans la province de Nouvelle-Écosse.

## Carrière
En 1996, Coady déménagea à Vancouver, en Colombie-Britannique, et elle passa un master de beaux-arts en techniques de l'écriture à l'Université de la Colombie-Britannique. Son premier livre, Strange Heaven (1998), fut parmi les cinq nommés pour le Prix du Gouverneur général 1998, catégorie romans et nouvelles de langue anglaise. Son second livre, Play the Monster Blind (2000) fut un succès national et choisit comme « Meilleur livre » de l'année par le Globe and Mail. Son troisième livre, Saints of Big Harbour, fut également « Meilleur livre » pour le Globe and Mail, en 2002.
Coady reçut le prix de l'association des auteurs canadiens / air Canada comme meilleure écrivain de moins de trente ans, ainsi que le prix du livre et de l'écriture de Dartmouth en fiction. Ses articles et critiques sont publiés dans de nombreux journaux et magazines, comprenant le Saturday Night, This Magazine et Châtelaine. Également auteur des pièces de théâtre, Coady est une collaboratrice régulière du Globe and Mail. Elle réside à Toronto en Ontario depuis 2007.